# Lista de distritos do Djibuti
As regiões do Djibuti são divididas em 11 distritos:
- Alaili Dadda
- Ali Sabieh
- As Eyla
- Balha
- Dikhil
- Djibuti
- Dorra
- Obock
- Randa
- Tadjoura
- Yoboki